# Син Сейдж
Син Сейдж (на английски: Sinn Sage) е американска порнографска актриса, родена на 4 октомври 1983 г. в град Арката, щата Калифорния, САЩ.
През 2016 г. снима първата си секс сцена с мъж.

## Награди и номинации
Носителка на награди
- 2015: AVN награда за лесбийска изпълнителка на годината.[4]